# Boomwhacker
Boomwhacker er et let, hult, farvekodet plastikrør, der er tunet til forskellige toner ved at have forskellige længder. Det bruges som musikinstrument i percussionfamilien. De blev produceret første gang af Craig Ramsell i 1995. Han virksomhed, Whacky Music, har siden solgt mere end 4 millioner eneheder.